# Ulrike Kutay
Ulrike Kutay (* 24. Mai 1966 in Potsdam) ist eine Biochemikerin und Hochschullehrerin an der Eidgenössischen Hochschule Zürich (ETH) in der Schweiz.

## Werdegang
Kutay studierte Biochemie an der Humboldt-Universität zu Berlin und der Freien Universität Berlin. Sie forschte von 1992 bis 1995 als Doktorandin am Max-Delbrück-Centrum in Berlin-Buch und an der Harvard Medical School und promovierte 1996 an der Humboldt-Universität zu Berlin. Von 1996 bis 1999 war sie wissenschaftliche Mitarbeiterin am Zentrum für Molekulare Biologie an der Universität Heidelberg. Im Jahr 1999 wechselte sie an die das Institut für Biochemie der ETH Zürich.
Seit 2011 ist Kutay Ordentliche Professorin am Institut für Biochemie der ETH Zürich.

## Forschung
Kutays Forschungsschwerpunkt ist der Aufbau, die Organisation und die Funktion des menschlichen Zellkerns (Nukleus). Sie interessiert sich für die Kernhülle, dass heisst der Doppelmembran des Zellkerns einer eukaryotischen Zelle. Dabei untersuchte sie die Transportmechanismen zwischen Zellkern und Cytoplasma und die Veränderungen der Kernhülle während der Zellteilung. So konnte sie relevante Bindungspartner für den Transport von TRNAs und MicroRNAs aufzeigen.

## Auszeichnungen
- seit 2014 Mitglied der Academia Europaea[3]
- seit 2012 Mitglied der Nationalen Akademie der Wissenschaften Leopoldina[4]
- 2012 ERC Advanced Grant[5]
- seit 2010 Mitglied der European Molecular Biology Organization (EMBO)[6]